# 上瓜拉雷
上瓜拉雷（西班牙語：Guararé Arriba），是巴拿馬的城鎮，位於該國中南部，由洛斯桑托斯省的瓜拉雷區負責管轄，面積8.6平方公里，海拔高度49米，2010年人口394，人口密度每平方公里45.8人。